# Serena Grandi
Serena Grandi (eigentlich Serena Faggioli; * 23. März 1958 in Bologna) ist eine italienische Schauspielerin, die zu Beginn ihrer Karriere vor allem in Erotikfilmen besetzt wurde.

## Leben
Serena Grandi wurde als Tochter eines Polizeibeamten geboren. Grandi ist der Geburtsname ihrer Mutter. Nach Abschluss der Schule machte Grandi zunächst eine Ausbildung als Programmiererin und arbeitete in einer Computerfirma. Sie nahm dann Unterricht in Tanz und belegte Kurse in Sprecherziehung und Englisch. Ende der 1970er Jahre ging Grandi nach Rom, mit dem Wunsch, Schauspielerin zu werden.
In den Anfangsjahren ihrer Karriere (1979–1984) erhielt Grandi fast ausschließlich Nebenrollen und winzige Rollen in einigen eher belanglosen Filmen. Sie spielte, auch unter dem Pseudonym Vanessa Steiger, in Komödien und Horrorfilmen. 1980 spielte sie (als Vanessa Steiger) in dem italienischen Horrorfilm Man-Eater – Der Menschenfresser von Joe D’Amato die Rolle der jungen Ehefrau Maggie, die das Opfer eines kannibalischen Monsters wird.
1985 gelang ihr der Durchbruch durch ihre Mitwirkung in dem Erotikfilm Miranda von Tinto Brass. In der Folgezeit war Grandi in zahlreichen italienischen Erotikfilmen und Softpornos zu sehen. Grandi erregte dabei optisch vor allem durch ihre üppige Oberweite und ihren junonischen, voluminösen Körper Aufmerksamkeit. Die Vorlieben des Regisseurs Tinto Brass für üppige Formen seiner Darstellerinnen waren dabei von größerem Gewicht als schauspielerische Fähigkeiten. 1986 spielte sie die weibliche Hauptrolle in dem Softporno Giulia. Sie spielte darin als „Giulia“ ein Fotomodell und eine Femme fatale, die einen jungen Schriftsteller verführt und sexuelle Abenteuer mit zahlreichen weiteren Männern hat. In Angelina – von allen begehrt (1986) war sie eine sexuell frustrierte Ehefrau und Aerobic-Lehrerin, die sich auf Affären mit anderen Männern einlässt, bis sie am Ende schließlich erkennt, dass sie eigentlich nur ihren Ehemann liebt.
1987 spielte sie unter der Regie von Dino Risi in der Komödie Teresa. Mit Beginn der 1990er Jahre arbeitete sie verstärkt auch für das italienische Fernsehen und nahm nun Mutter-Rollen an. Nur selten erhielt Grandi die Möglichkeit, „seriöse“ Rollen zu spielen. Eine Ausnahme war 1993 der TV-Film Donna d'onore, in dem Grandi auch ihre Fähigkeiten als Schauspielerin unter Beweis stellte. 1998 drehte sie nochmals mit Tinto Brass. In dessen Filmkomödie Monella spielte sie die Rolle der Zaira. Ab Ende der 1990er Jahre zog sich Grandi zunächst weitgehend vom Film zurück.
2003 geriet Grandi erneut in die Schlagzeilen, als sie wegen des Besitzes von Drogen und Kokain verhaftet wurde. Die Anklage wurde jedoch später fallengelassen. 2004 wirkte sie in der italienischen Realityshow Il ristorante mit. Im März 2006 veröffentlichte sie ihren ersten Roman mit dem Titel L'amante del federale.
Nach über zehnjähriger Kinopause kehrte sie 2008 auf die Kinoleinwand zurück und spielte in dem Filmdrama Il papà di Giovanna von Pupi Avati. Außerdem war sie 2008 in der italienischen Mini-Serie Una madre zu sehen, die auf Rai Uno ausgestrahlt wurde.
Grandi war mit Beppe Ercole verheiratet, von dem sie einen Sohn hat.

## Filmografie (Auswahl)
- 1980: Man-Eater – Der Menschenfresser (Anthropophagus)
- 1980: Country Lady (Tranquille donne di campagna)
- 1985: Die Abenteuer des Herkules 2. Teil (Le avventure dell'incredibile Ercole)
- 1985: Miranda
- 1986: Giulia (Desiderando Giulia)
- 1986: Angelina – von allen begehrt (La signora della notte)
- 1986: Das unheimliche Auge (Le foto di gioia)
- 1986: Zärtliche Versuchung (Les Exploits d'un jeune Don Juan)
- 1987: Teresa und die Männer (Teresa)
- 1990: Eine Frau von Ehre (Donna d'onore)
- 2008: Il papà di Giovanna
- 2013: La Grande Bellezza – Die große Schönheit (La Grande Bellezza)